# Sigfrid Södergren
Sigfrid Södergren, även kallad Siffran, född 12 januari 1920 i Brazzaville, Franska Kongo, död 22 maj 2000 i Stenåsa på Öland var en svensk målare, grafiker och författare.
Han var son till missionären John Södergren och Maria Persson och från 1946 gift med Nina Södergren, född Benckert. Södergren studerade teckning vid Otte Skölds målarskola 1938–1940 och gjorde sedan under andra världskriget beredskapstjänst vid Vaxholms kustartilleriregemente. Han studerade därefter vid Kungliga konsthögskolan 1946–1950 med avbrott för resor till Kongo 1946–1947 och Portugisiska Angola 1948–1949. Han tilldelades Ester Lindahls resestipendium 1953–1954 och företog målarresor till Belgiska Kongo och Algeriet. Han vistades 1960–1961 i Kongo för att fördjupa kontakten med den afrikanska födelsemiljön som han lämnat vid tre års ålder. Han fick 1966 ett stipendium från H Ax:son Johnsons stiftelse för en resa till Brazzaville. Ända från sin första resa till Afrika intog Kongomotiven en stor del av hans produktion. I Sverige valde han sig efter studierna att bosätta sig på sydöstra Öland där han kunde få en självvald isolering och från början av 1950 utgör även öländska landskap och stillebenkompositioner. Han debuterade med en separatutställning på Färg och Form i Stockholm 1955 han ställde dessutom ut separat i Pointe Noire i Franska Ekvatorialafrika 1947, i Lobito i Portugisiska Angola 1949, Kalmar konstmuseum 1956 och 1962, i Falun 1965 och på Färg och Form i Stockholm 1963. Han medverkade i Nationalmuseums utställning Unga tecknare några gånger under 1940-talet och samlingsutställningar arrangerade av Sveriges allmänna konstförening, Svenska konstnärernas förenings utställningar på Konstakademien samt i de flesta salongerna med öländsk konst i Ölands Skogsby. Bland han offentliga arbeten märks ett flertal monumentalmålningar, bland annat målade han fondväggen med verket Kalmar och sundet i Kalmar landstings sessionslokal samt en väggmålning och en stenrelief för landstingshusets  personalmatsal i Kalmar. Han var också anlitad som porträttmålare och har bland annat utfört en rad representativa personporträtt för offentlig miljö. Södergren är representerad  i statens porträttsamling på Gripsholm, Moderna museet och Kalmar konstmuseum. Under sina många resor till Afrika förvärvade han en stor samling afrikansk konst och etnografica där ett urval visades vid en utställning på Färg och Form i Stockholm 1962. Sina upplevelser i Kongo skildrade han i böckerna Dans mot mörk botten 1964 och Solspår 1966.